# 桃園市中壢區林森國民小學
桃園市中壢區林森國民小學（英語：Linsen Elementary School），是一所位於桃園市中壢區的國民小學。

## 資料來源
http://www.lses.tyc.edu.tw （页面存档备份，存于）